# Andreu Rodríguez i Resina
Andreu Rodríguez i Resina (17 d'agost de 1929 - 2 de novembre de 1980), fou un sacerdot català.
Va estudiar teologia a la Universitat Pontificia de Salamanca (1950-1953) i filosofia a la Facultat de Filosofia i Lletres de la Universitat de Barcelona (1956-1959).
Fou el primer professor de metafísica de la llavors encara Secció de Sant Pacià de la Facultat de Teologia de Catalunya. Des del 1970 i fins a la seva mort fou el director de publicacions de la mateixa secció, així com professor de filosofia i adjunt d'etica i sociologia a la Universitat de Barcelona. Va ensenyar també al Seminari Menor de Barcelona entre el 1964 i el 1970, i també al Seminari Conciliar de Barcelona, a partir del 1965 i fins a la constitució de la secció de Sant Pacià. Va col·laborar entre 1964 i 1972, com a redactor en cap de la secció de filosofia i ciències religioses de l'editorial Planeta-Larousse en la redacció de la Gran Enciclopedia Larousse.
El 1975 es va doctorar en filosofia amb la tesi Método trascendental y realismo trascendental.